# Symfonie nr. 8 (Beethoven)
Ludwig van Beethoven componeerde zijn Achtste Symfonie in F majeur opus 93 in 1812 en 1813 te Wenen.
In deze symfonie keert hij terug naar de stijl van Mozart. Opvallend ook in het laatste deel is dat de 2 pauken (die in het eerste, en derde deel (tweede deel tacet) in F-C gestemd zijn) alleen voor de noten F en F (octaaf hoger) gebruikt worden. Dit betekende in die tijd dat het ensemble wel voorzien moest zijn van 3 pauken, aangezien men deze niet tussen de delen door kon verstemmen vanwege de schroefpauken.

## Muziek
1. Allegro vivace e con brio
|  |                 |
|  | (download·info) |

2. Scherzando: allegretto
|  |                 |
|  | (download·info) |

3. Tempo di Menuetto
|  |                 |
|  | (download·info) |

4. Allegro vivace
|  |                 |
|  | (download·info) |

1 in C · 2 in D · 3 in Es (Eroica) · 4 in Bes · 5 in c (Noodlot) · 6 in F (Pastorale) · 7 in A · 8 in F · 9 in d (Koorsymfonie)

Hypothetisch: Nr. 10 in Es